# Valaffisch

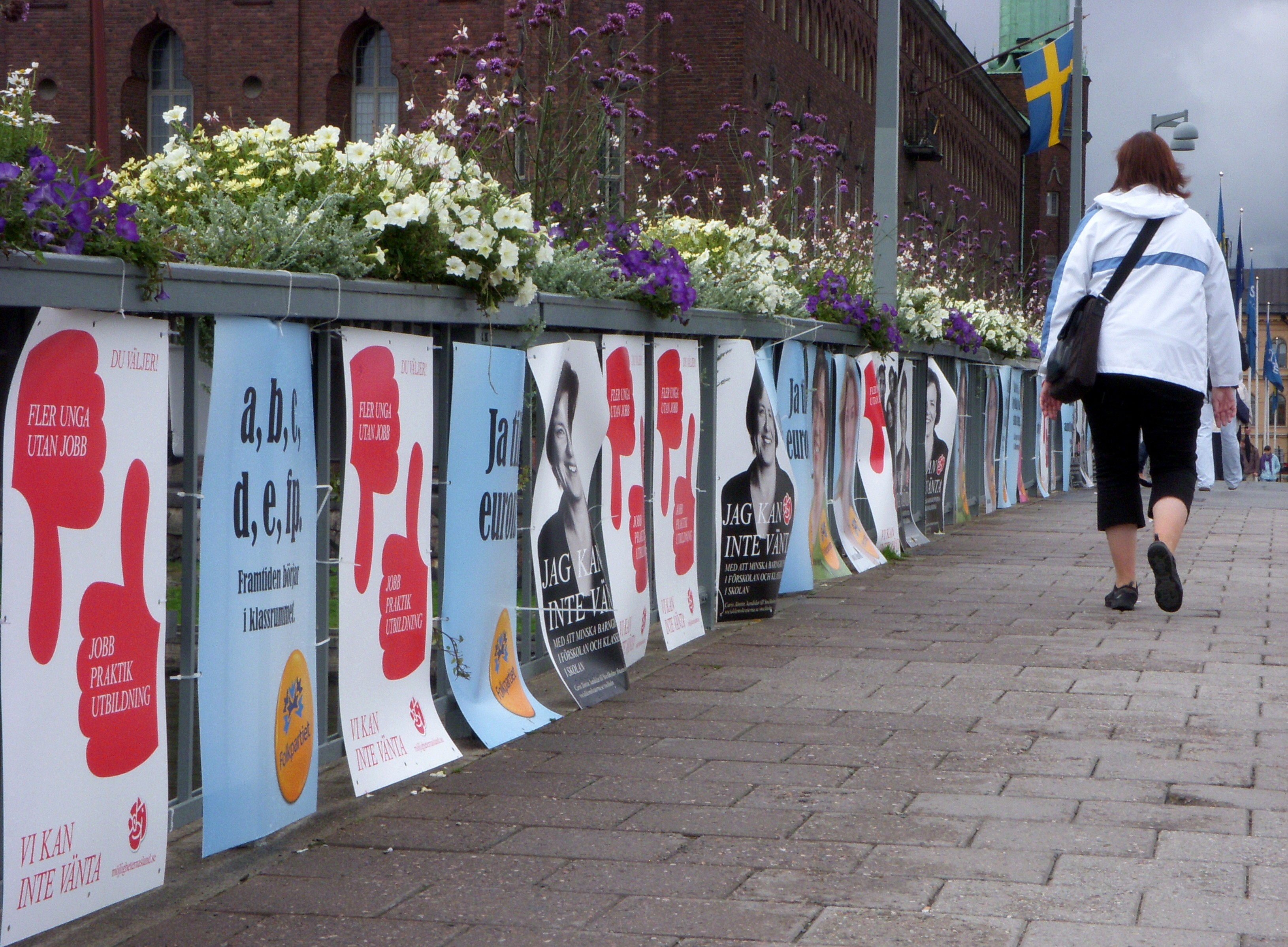
Valaffischer på Stadshusbron i Stockholm 2010.

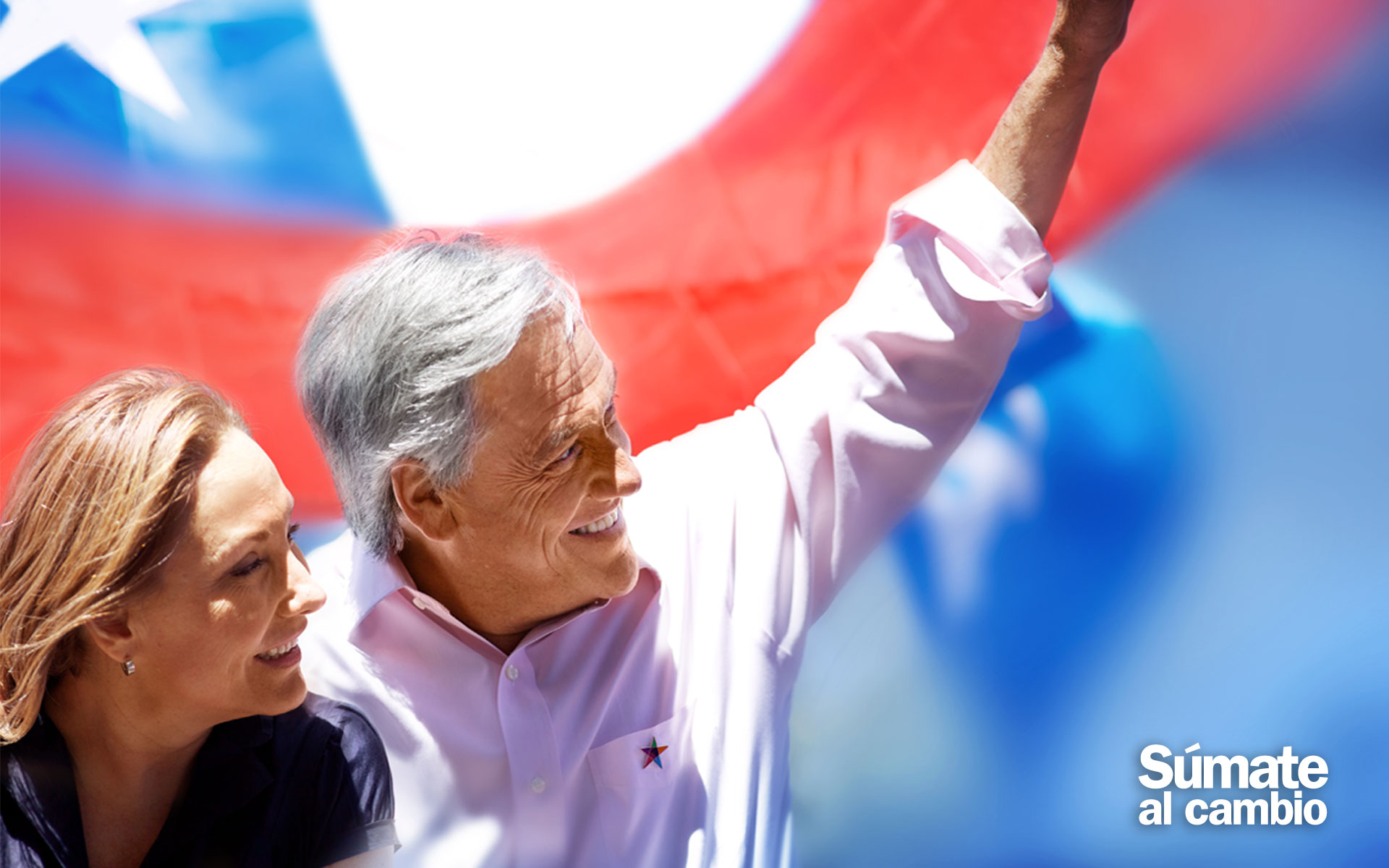
Moderna valaffischer visar ofta leende politiker som här vid Presidentvalet i Chile 2009-2010.

En valaffisch är en form av propaganda i affisch- eller plakatformat som uttrycker ett politiskt budskap. 
Valaffischer används exempelvis i samband med allmänna val eller folkomröstningar och produceras av politiska partier och intresseorganisationer. Valaffischer har använts sedan mitten av 1800-talet.
I början var valaffischer enkla textmeddelanden som mest liknade en förstasida på en tidning. Senare anlitades ofta reklamfolk för utformningen, ibland har valaffischer även gestaltats av kända konstnärer som den i Sverige välkända affischen "Kräftor Kräva Dessa Drycker!" från 1922 som formgavs av Albert Engström i samband med kampanjen Folkomröstningen om rusdrycksförbud i Sverige.
Trots moderna kommunikationskanaler som television och internet tror en del forskare att valaffischen kommer att vara kvar ett tag till, delvis beroende på att det är tradition och att inget parti vågar ta det första steget till avskaffning.

## Historik
Liksom affischer i allmänhet återspeglar även valaffischer sin tids värderingar och trender och blir därför en sorts tidspegel över sin tidsepok. De äldsta valaffischerna från 1800-talets mitt och tidiga 1900-talet saknade i allmänhet bilder eller flerfärgstryck och var rena textmeddelanden, mycket lik en tidningssida. Textmassan var ofta omfattande och så finstilt att läsaren måste gå väldigt nära för att kunna läsa budskapet.
Så småningom anlitades professionella tecknare, främst reklamfolk, till illustrationerna och affischerna utformas mera slagkraftig med karikatyrliknande illustrationer och korta stora textmeddelanden. Med ny tryckteknik blev det även möjligt att massproducera affischer och plakat. 
Bildbudskapet blev större och viktigare än textbudskapet och 1800-talets valaffischer som liknade tidningssidor med finstilt text och få bilder ersattes av affischer med stora bilder och kort text i kraftiga färger. Det var meningen att affischen kunde fylla sin uppgift även från långt håll.
Moderna valaffischer visar i regel leende politiker på färggranna fotografier, texten är kort och ofta en upprepning av partiernas slagord som framförs i media.
Valaffischer hängdes eller klistrades inte bara upp på  olika ställen på landsorten eller i städerna. Det förekom även ”ambulerande” valarbetare med valaffischer på kroppen, som en bild med valarbetare bärande på valaffischer utanför en vallokal i Berlin vid det från tyska riksdagsvalet i juli 1932 kan illustrera.

## Internationell användning
Valaffischer började användas från mitten av 1800-talet. En affisch från USA för "Nationella demokratiska republikanska konventet" år 1840 föreslår Martin Van Buren till presidentämbetet och Richard M. Johnson som vice ordförande.  En annan affisch från 1860 föreslog Abraham Lincoln som president för Förenta staterna. Dessa affischer liknar mest en tidningssida.
En 1800-talsaffisch härstammar från Frankrike och utgavs till ”Élections Législatives” (parlamentsval) den 22 september 1889. Affischen har antisemitiskt innehåll och stödde kandidaten Adolf Willette.
Socialistrevolutionära partiets valaffisch från 1917 visar slagorden i rött "партия соц-рев" (på ryska), en förkortning för Socialistrevolutionärernas parti. Socialistrevolutionärerna  var ett jordbruks socialistiskt parti som försökte skapa en demokratisk regering i Ryssland 1917 men störtades kort därefter av Rysslands bolsjevikiska kommunisterna.
En valaffisch från tyska Socialdemokraterna SPD från 1930 bär texten "Ge dessa Nationalsocialister en spark! - Rösta socialdemokratiskt". Affischen visar tre överförfriskade studenter och budskapet var att nationalsocialistiska studentföreningar skulle förbjudas.
I 1961 års val till förbundsdagen i Tyskland användes huvudmotståndarna Konrad Adenauer (CDU) och Willy Brandt (SPD), som dragplåster. Det återspeglades även av valaffischen detta år. Eugen Gerstenmaier blev åter igen förbundsdagspresident och Adenauer valdes för fjärde gången till förbundskansler.

### Bilder, internationella valaffischer

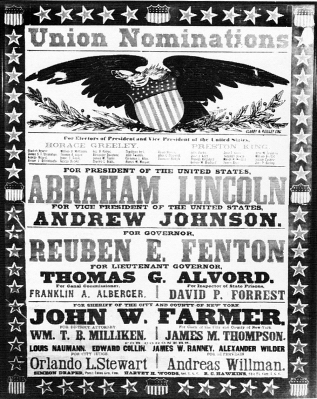
Affisch för Abraham Lincoln och andra kandidater, 1860.
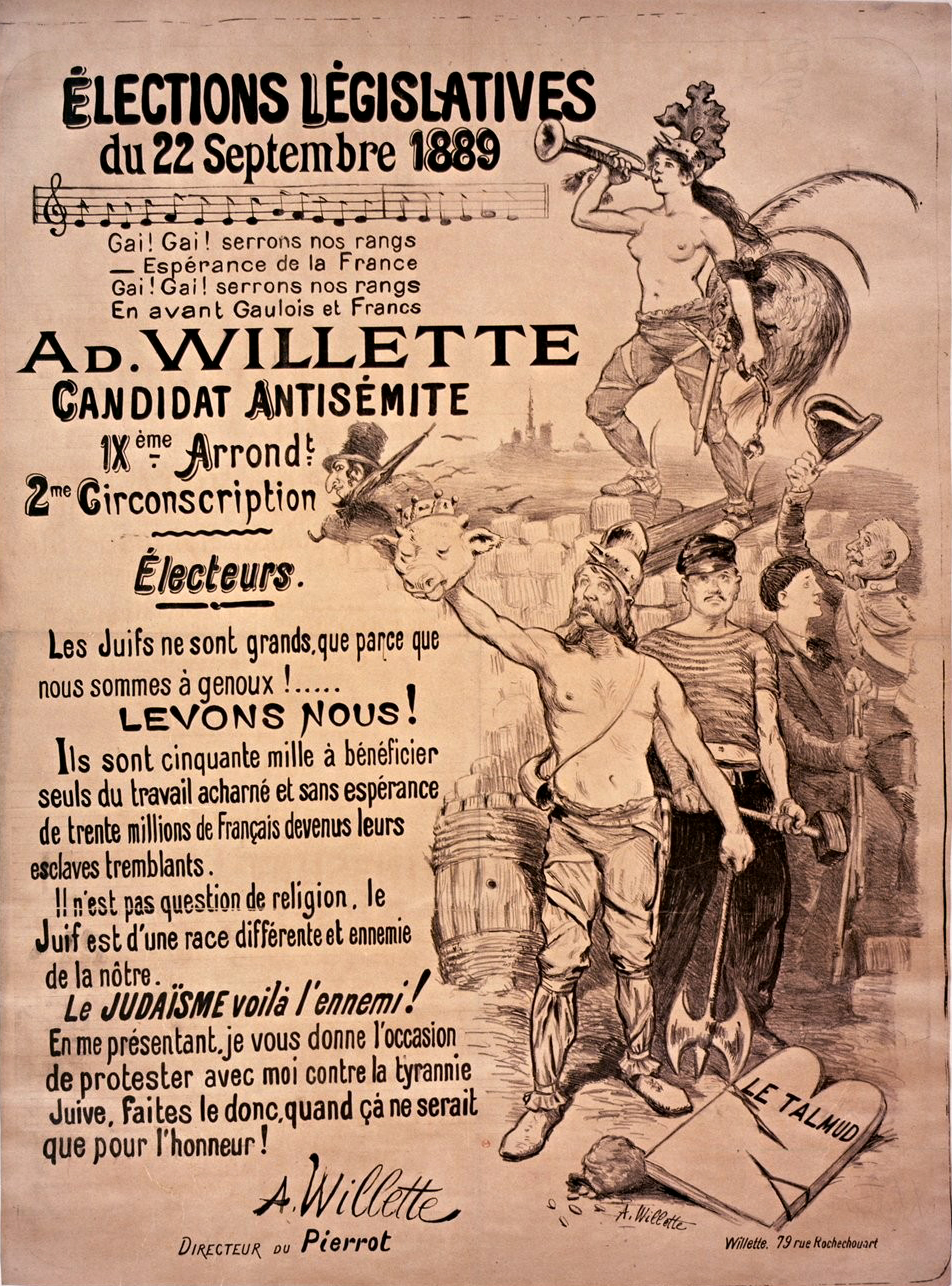
"Élections Législatives" den 22 september 1889.
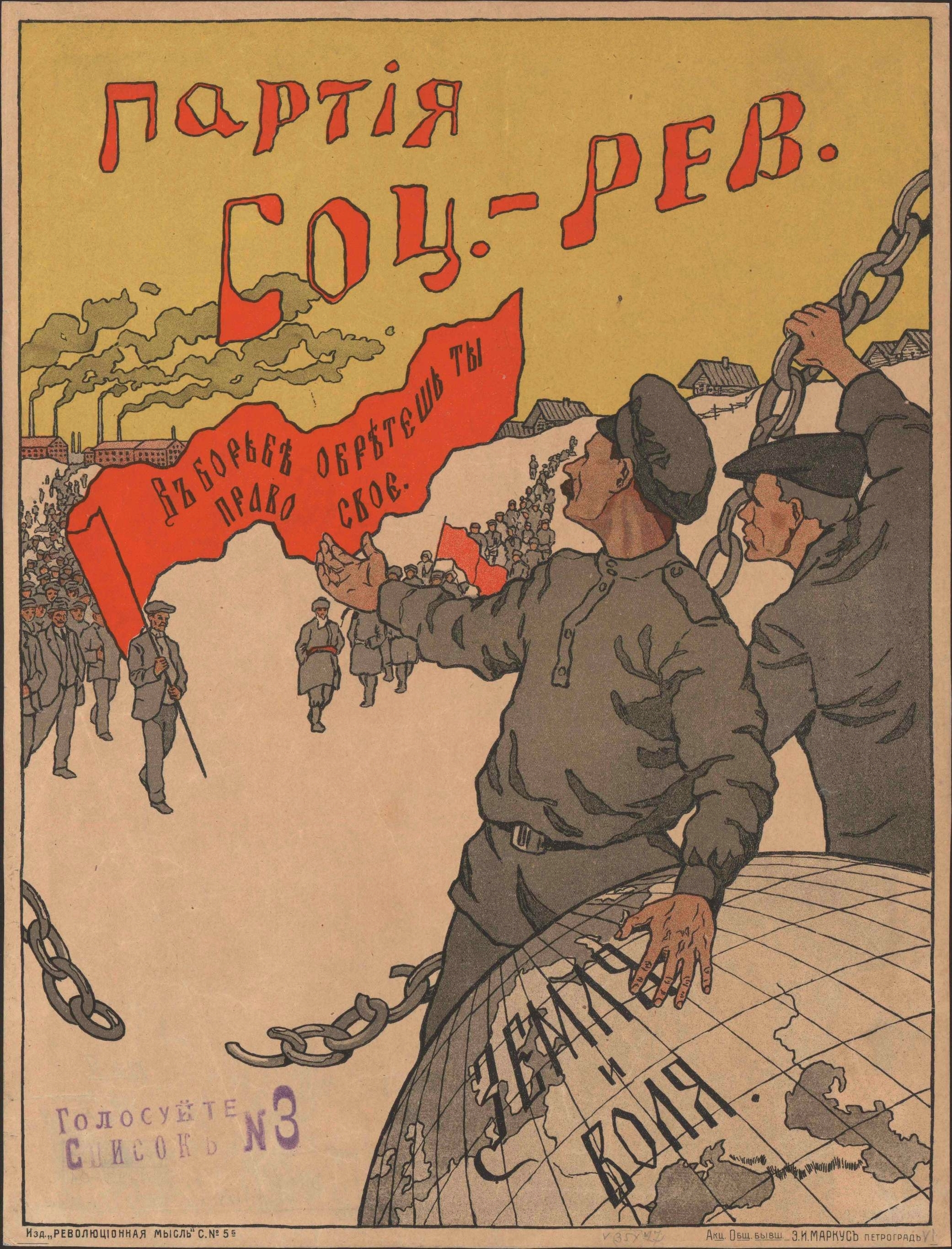
Socialistrevolutionärernas parti, 1917.
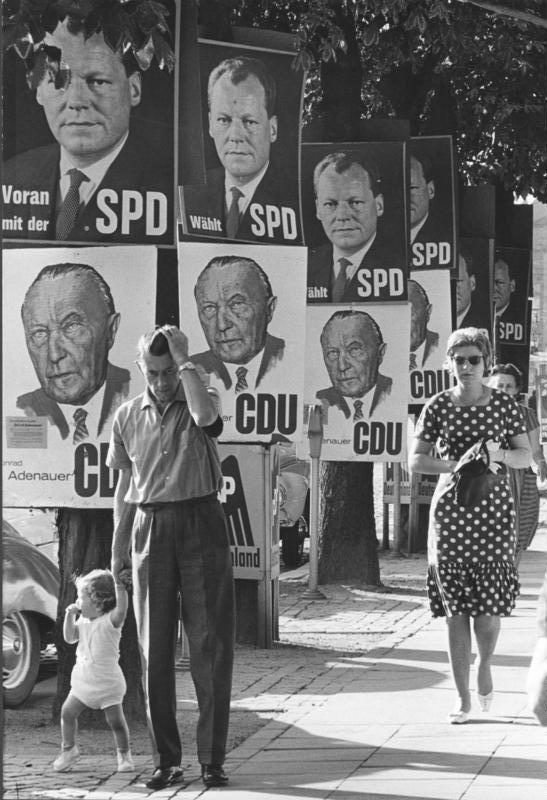
Bundestagswahl, Tyskland 1961.

## Valaffischer i Sverige
I Sverige började valaffischer användas i samband med allmänna val i början av 1900-talet, men användandet av affischer med politisk propaganda var före första världskriget fortfarande rätt sparsamt. De äldsta svenska valaffischerna saknade i allmänhet bilder eller flerfärgstryck och är textmeddelanden, som sina internationella förebilder. Exempel Allmänna Valmansförbundets affisch från 1911 ("Vägen till Canossa"), som var en enkel papperslapp med text i blå färg.
På de få rikstäckande valaffischerna från tidigt 1900-tal uppträder teckningar i tryck med två färger, ofta karikatyrartade och med slagkraftiga budskap. Redan vid valen till andra kammaren 1909 avbildades en politiker på affischen. Det var Anders Lindblad, socialdemokraternas kandidat i Göteborgs stads valkrets som fick även pryda deras valaffisch.
Äldre valaffischer drar sig inte heller för att slå ner på motståndaren, som Allmänna Valmansförbundets kampanj vid Andrakammarvalet 1928  där bildtexten förklarar: DALMÄN - Era förfäder hava en gång räddat Sverige från Kristian Tyrann. Gör om edert storverk: En var som röster på "Arbetarpartiet" röster på samhällets omstörtande, och bolsjevismens införande. RÄDDA FOSTERLANDET!
Ett karakteristiskt drag vad gäller svenska valaffischers historia var att Högern utvecklade sina valaffischer tidigare än Vänstern. I och med 1940-talet blev budskapet mer rakt på sak; "Rak vänster slår ut Högern" med en bild av en man svingande sin knytnäve rakt mot betraktaren. Affischen skapades av Nils Brädefors för Sveriges Kommunistiska Parti inför riksdagsvalet 1944.
| Vänster: Engströms "Kräftor kräva dessa drycker", rösta "NEJ!".Höger: Motståndarnas affisch: "Avlöningsafton - RÖSTA JA"  |  | Vänster: Engströms "Kräftor kräva dessa drycker", rösta "NEJ!".Höger: Motståndarnas affisch: "Avlöningsafton - RÖSTA JA" |
| Vänster: Engströms "Kräftor kräva dessa drycker", rösta "NEJ!". Höger: Motståndarnas affisch: "Avlöningsafton - RÖSTA JA" |  | |

Under mellankrigstiden användes ofta utländska förebilder med inspirationer både från sovjetiska och tyska förlagor och där bildspråket är ungefär likartat. Efterkrigstidens politiska affischer har svårt att nå upp till den uppfinningsrikedom som präglade budskap och uttrycksfull formgivning tidigare. Men ibland är affischernas budskap från då och nu förvånande lika. Slogan "Arbete och trygghet åt alla" hade Arbetarepartie redan på sin valaffisch från 1936 och präglar fortfarande den nutida valdebatten. 
Det förekommer att affischens bildbudskap och textbudskap inte alls korresponderar med varann. Så skedde vid Folkomröstningen om rusdrycksförbud i Sverige i augusti 1922. Albert Engströms stora "NEJ!" skulle värva för fortsatt försäljning av alkoholhaltiga drycker. Motståndarnas affisch visade en av alkohol utslagen man på stugans entrétrappa och texten "Avlöningsafton - RÖSTA JA!" därunder.
Folkomröstningens resultat blev att 49,0 % röstade "ja" och 51,0 % "nej" mot "införande av fullständigt rusdrycksförbud".
Efter folkomröstningen beslutade riksdagen att inte förbjuda vin, sprit och öl utan fortsatte med den restriktiva alkoholpolitiken.
Det händer även att man låter sig inspireras av motståndarens budskap, som en av Moderaternas valaffischer för Riksdagsvalet i Sverige 2010. Det är den klassiska valaffischen från 1985 där en finansvalp poserar i en öppen bil tillsammans med en Dalmatiner under budskapet: ”Jag röstar på Socialdemokraterna för jag vill ha ordning på Sveriges ekonomi”. I Moderaternas version från 2010 sitter en skäggig man i snickarväst i bilen tillsammans med en Golden retriever. Men budskapet är det samma: ”Jag röstar på Moderaterna för jag vill ha ordning på Sveriges ekonomi”. Socialdemokraternas "yuppie-affisch" från 1985 fick kritik på sin tid. Det var inte förenligt med partiets ideologi att avbilda en framgångsrik finansvalp på en valaffisch som samtidigt uppmanade till "ordning på ekonomin".

### Framtida valaffischering i Sverige
Trots många moderna kommunikationskanaler som radio, television och internet tror Bengt Johansson, professor vid institutionen för journalistik, medier och kommunikation på Göteborgs universitet, att de traditionella valaffischerna är överlägsna och kommer att vara kvar ett tag till. Han menar att  i valkampanjernas historia är det påfallande många metoder som fortfarande används trots att de slog igenom i början på 1900-talet, nämligen annonser i dagspress, dörrknackning, flygblad och just valaffischer.
Enligt Jesper Strömbäck, professor i politisk kommunikation och journalistik vid Mittuniversitetet, är valaffischer mera tradition och ingen nödvändig del av moderna valkampanjer. Skulle något parti avstå från att ha valaffischer skulle det kanske ha en negativ effekt, även om det faktum att man har valaffischer inte alltid har en positiv effekt. Därför vågar inget parti att ta det första steget.

### Bilder, svenska valaffischer

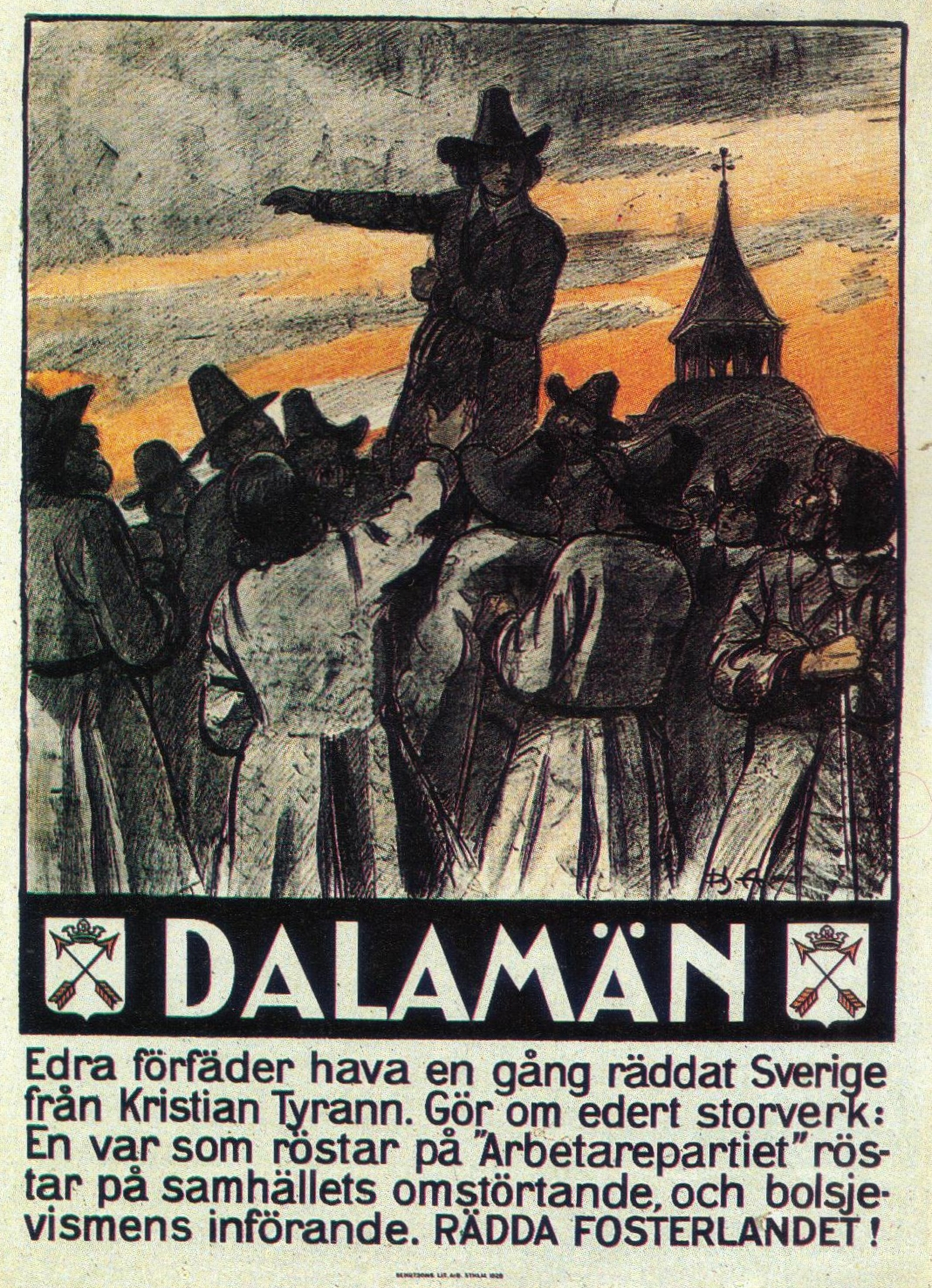
Allmänna Valmansförbundet 1928.
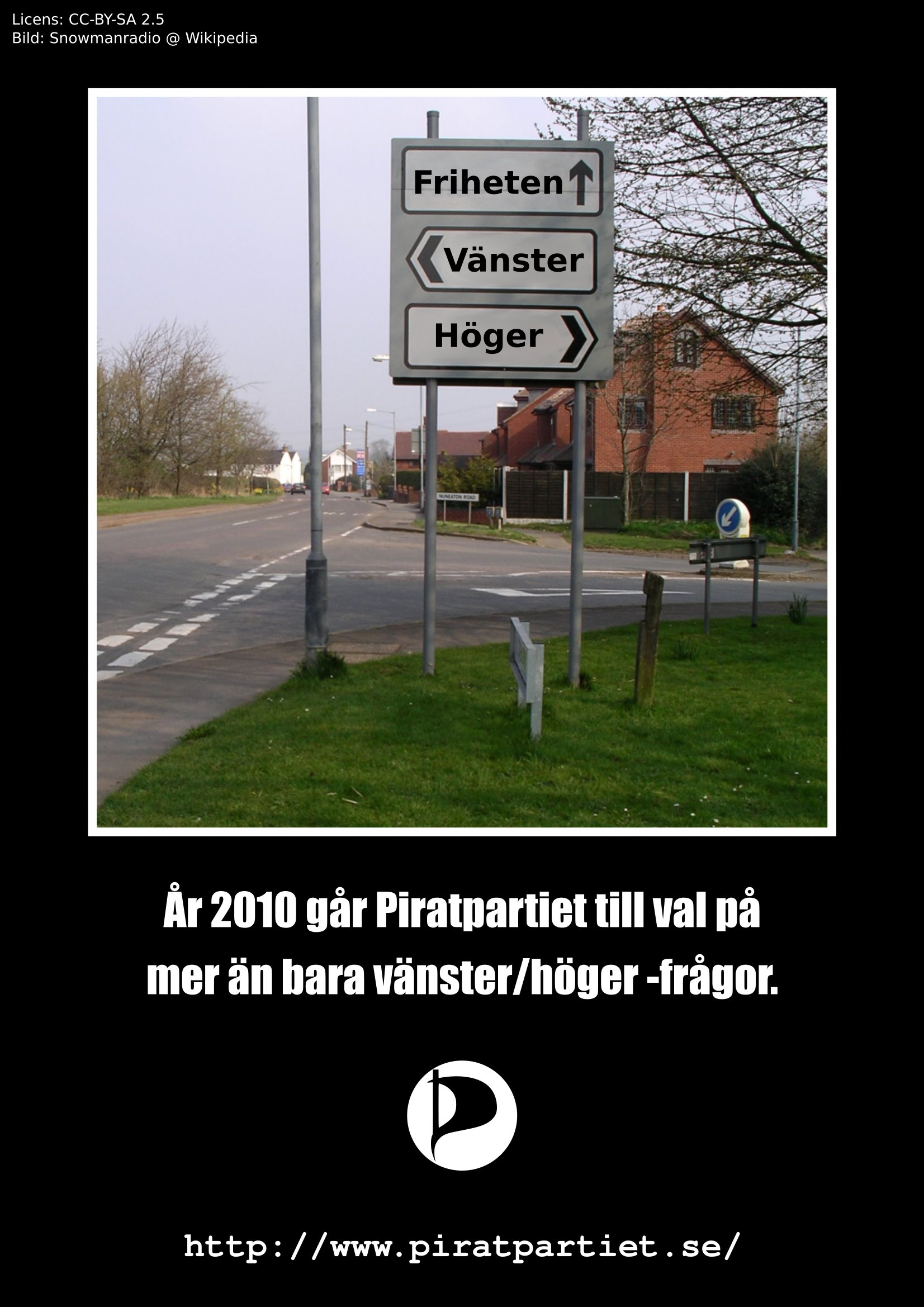
Piratpartiet 2007.
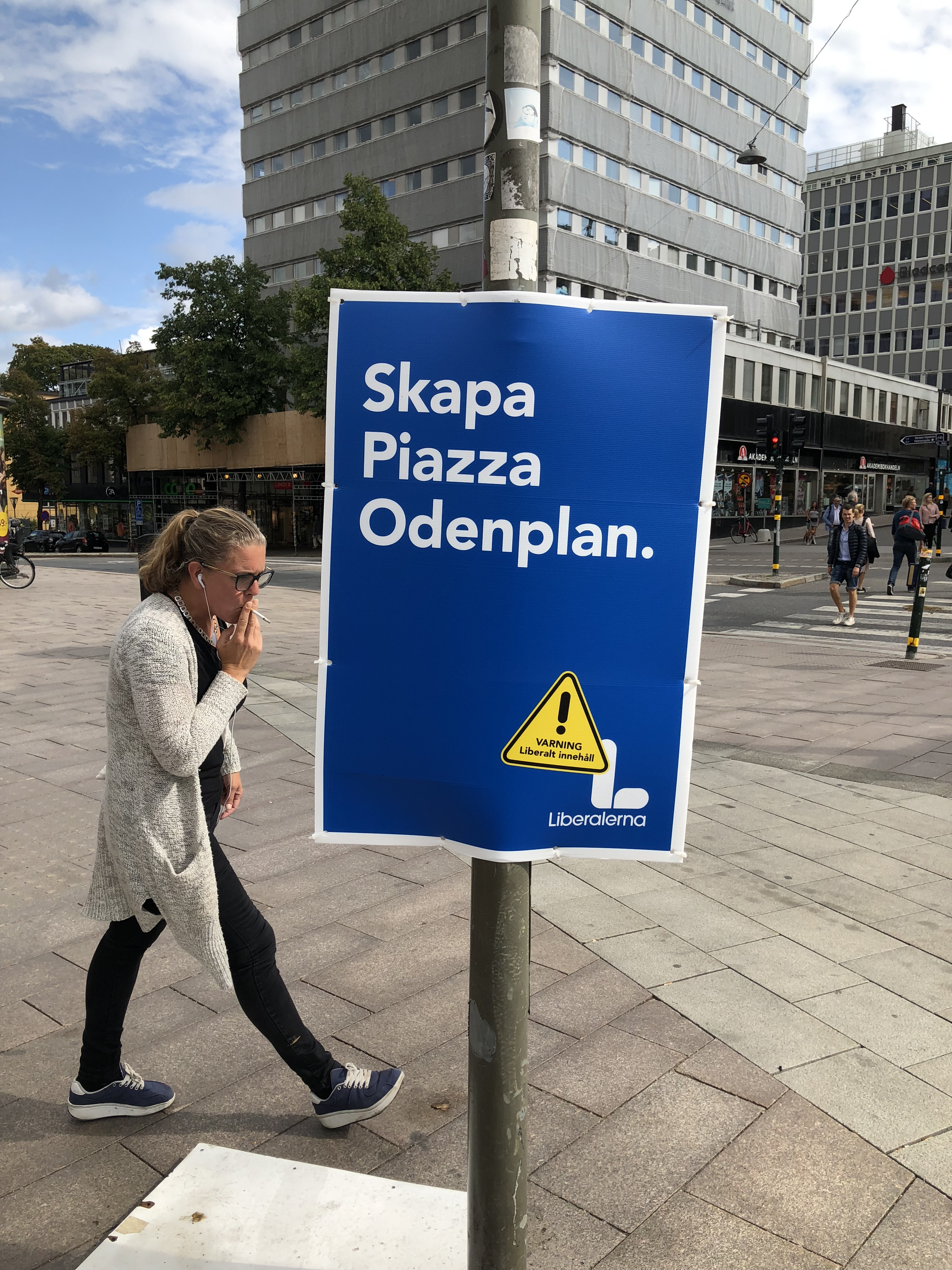
En av Liberalernas valaffisher på Odenplan i Stockholm, 2018.

### Bestämmelser i Sverige
För uppsättning av valaffischer i Sverige gäller följande:
- Valaffischer får inte sättas upp utmed motorväg, motortrafikled, mötesfria landsvägar eller andra vägar eller gator med motsvarande standard och inte heller på broar över sådana vägar eller gator.
- Valaffischer får inte placeras i en kurva, korsning eller  cirkulationsplats eller i övrigt så att sikten skyms för fordonsägare.
- Valaffischer får inte ges sådan utformning att de kan förväxlas med vägmärken eller trafikanordningar.
- Valaffischer får sättas upp tidigast fem veckor för valdagen och skall tas ned senast en vecka efter valdagen.
- Valaffischer skall ägnas sådan tillsyn att de inte vållar nedskräpning.
- Samråd skall ske med väghållare och polismyndigheten före uppsättningen.
- Valaffischer får inte sättas upp utan tillstånd från markägaren.